# Czajkowa
Czajkowa – wieś w Polsce, położona w województwie podkarpackim, w powiecie mieleckim, w gminie Tuszów Narodowy. Przez miejscowość przepływa niewielka rzeka Babulówka, dopływ Wisły.
| SIMC    | Nazwa        | Rodzaj    |
| ------- | ------------ | --------- |
| 0665024 | Błonie       | część wsi |
| 0665030 | Bór          | część wsi |
| 0665047 | Dwór         | część wsi |
| 0665053 | Mazury       | część wsi |
| 0665060 | Michałówki   | część wsi |
| 0665076 | Piachy       | część wsi |
| 0665082 | Pod Lasem    | część wsi |
| 0665099 | Pod Sarnowem | część wsi |
| 0665107 | Pod Szkołą   | część wsi |
| 0665113 | Sowy         | część wsi |

W latach 1975–1998 miejscowość administracyjnie należała do województwa rzeszowskiego.
W Czajkowej znajduje się leśniczówka, a także Rezerwat przyrody Pateraki.
W Czajkowej urodzili się Józef Rec i Stanisław Hyjek.

## Zabytki
Niedaleko leśniczówki znajduje się kapliczka św.Huberta. Jej projektantem w 1925 roku był krakowski architekt Bogdan Treter. We wnętrzu kapliczki znajdowała się rzeźba przedstawiająca św. Huberta autorstwa Xawerego Dunikowskiego, która została zniszczona przez rosyjskich żołnierzy, którzy stacjonowali w leśniczówce w czasie II wojny światowej, W jej miejscu umieszczono nową wykonaną przez ludowego rzeźbiarza Mieczysława Dudzika, lecz ta została skradziona.